# Effet secondaire (médecine)
Pour les articles homonymes, voir Effet secondaire.
En médecine en général et en pharmacologie en particulier, un effet secondaire ou effet latéral est un effet survenant en plus de l'effet primaire (ou principal) désiré lors de l'application d'un traitement, pour une indication donnée. Un effet secondaire peut être désirable, indésirable, ou neutre selon les cas.

## Description
La définition d'un effet « secondaire » d'un traitement dépend de la définition de son effet « primaire », qui est l'effet recherché. Par exemple, un médicament essayé pour faire baisser la pression artérielle, le minoxidil, s'est avéré délicat d'emploi pour cet usage, mais s'est révélé faire repousser les cheveux. On en a fait une lotion, transformant l'effet secondaire en effet primaire.
Qu'un effet secondaire d'un traitement indiqué soit bénéfique, néfaste ou neutre dépend par la suite de son contexte clinique. Par exemple, l'effet antiagrégant plaquettaire de l'aspirine peut être souhaitable ou non lors de sa prescription contre une fièvre.
Tous les effets secondaires d'un médicament ne sont pas toujours connus après l'autorisation de mise sur le marché. Le rapport bénéfices/risques d'un médicament est évalué en permanence pour prendre la mesure des effets indésirables connus ou nouvellement identifiés.

## En France
Une enquête menée en 2012 par Anne Vega, docteure en anthropologie sociale et ethnologie de l'École des hautes études en sciences sociales, sur les pratiques des médecins généralistes français montre que « la plupart des médecins enquêtés informent peu les patients des effets secondaires des produits prescrits (y compris ceux des produits benzodiazépines) et des effets négatifs des associations médicaments-alcool ». Toujours selon elle, « une grande majorité d’entre eux croit en l’efficacité et aux effets bénéfiques des produits en général : ils sont porteurs de visions optimistes des médicaments et d'une forte tradition positiviste ».

## Effet indésirable

### Événement indésirable grave
En France, légalement, « un événement indésirable grave associé à des soins réalisés lors d'investigations, de traitements, d'actes médicaux à visée esthétique ou d'actions de prévention est un événement inattendu au regard de l'état de santé et de la pathologie de la personne et dont les conséquences sont le décès, la mise en jeu du pronostic vital, la survenue probable d'un déficit fonctionnel permanent y compris une anomalie ou une malformation congénitale ». Selon d'autres définitions antérieures, les événements indésirables sont considérés comme ayant un caractère de gravité (événement indésirable grave, EIG) « à partir du moment où ils sont cause d’hospitalisation ou ils entrainent une prolongation de l’hospitalisation, une incapacité à la sortie de l’unité ou un risque vital. »
L'appellation de événement indésirable associé aux soins (EIAS) est aussi largement utilisée ; qui peut être grave (EIG) ou détecté par une procédure, une barrière avec de moindres conséquences .
Cette définition rejoint celle de l'URCAM Poitou Charentes ; un effet indésirable grave est un effet ayant entraîné : 
- une hospitalisation ou une prolongation de l'hospitalisation du patient ;
- une incapacité ou une invalidité permanente du patient ;
- la mise en jeu du pronostic vital du patient ;
- une anomalie congénitale pour la descendance du patient ;
- ou le décès du patient.